# Clarence Ross
Clarence Ross (ur. 26 października 1923 w Oakland, zm. 30 kwietnia 2008) – amerykański kulturysta.

## Życiorys

### Wczesne lata
Urodził się i wychowywał w Oakland w stanie Kalifornia. Był drugim z czworga dzieci Jeannette Levi i Hershela Rossa, który był woźnicą. Był bardzo młody, kiedy zmarła jego matka. 
Podnoszenie ciężarów zaczął trenować w wieku 17 lat, ważąc zaledwie 61 kg, przy wzroście 160 cm. W wieku 18 lat poślubił swoją ukochaną z liceum.
Służył w United States Air Force, po ataku na Pearl Harbor. 31 października 1942 rozpoczął służbę w San Francisco, a potem stacjonował w Las Vegas. Ross szybko stał się znany ze swojej niezwykłej siły i został mianowany jako instruktor ćwiczeń siłowych Air Force.

### Kariera
Pięć lat później w 1945 roku, zdobył amatorski tytuł Mr. America na zawodach w Los Angeles. Po tym sukcesie regularnie ukazywał się na okładkach pism kulturystycznych, takich jak Your Physique, Iron Man, Muscle Power czy Health and Strength. Po roku 1945 otworzył własną siłownię w mieście Alameda w Kalifornii. Dorabiał także jako model i pisał artykuły.
W roku 1948 zdobył tytuł Mr. USA na zawodach w Los Angeles, zwyciężając z misterem America z 1947 roku, Steve'em Reevesem, jednak w roku 1949 Clarence Ross nie obronił mistrzowskiego tytułu w starciu z Johnem Grimkiem.
Pojawił się jako kulturysta w filmie krótkometrażowym So You Want to Be a Muscle Man (1949).
Zmarł 30 kwietnia 2008 roku, w wieku 85 lat.

## Osiągnięcia sportowe
- 1945 - AAU Mr. America - 1. miejsce
- 1945 - Mr. USA - 1. miejsce
- 1946 - Pro Mr. America
- 1948 - Mr. USA
- 1955 - Mr. Universes w Londynie - 1. miejsce w wysokiej klasie